# Пойнт-Мішель
Пойнт-Мішель — невеличке місто на південно-західному узбережжі Домініки.
Містечко відоме тим, що там народилась перша (і на даний момент єдина) жінка-прем'єр-міністр Домініки Юджинія Чарлз.
| Домініка | Це незавершена стаття з географії Домініки. Ви можете допомогти проєкту, виправивши або дописавши її. |